# Pat Rice
Patrick James "Pat" Rice (Belfast, 17 maart 1949) is een Noord-Iers trainer en voormalig voetballer. Rice speelde vrijwel zijn gehele carrière voor Arsenal en was hier later ook als jeugd- en assistent-trainer nog vele jaren actief.

## Spelerscarrière
Rice is geboren in Belfast, maar groeide op in Londen, waar hij zich aansluit bij Arsenal FC. In 1966 sluit hij aan bij het eerste elftal. In zijn eerste drie seizoenen speelt hij slechts 16 wedstrijden, maar neemt op een bepaald moment de plaats van Peter Storey als rechtsback in, wanneer deze naar het middenveld verhuist. Rice bleef tot 1980 bij Arsenal en was in deze tijd bijna altijd present. In de seizoenen 1971/72, 1975/76 en 1976/77 miste Rice geen enkele wedstrijd.
In 1971 won Rice de First Division en de FA Cup, een jaar later behaalde Arsenal opnieuw de bekerfinale maar werd deze verloren van Leeds United. In 1977 werd Rice aanvoerder en van 1978 tot 1980 speelde Rice met Arsenal drie keer op rij de FA Cup-finale. Rice mocht de trofee echter alleen in 1979 in ontvangst nemen, aangezien allebei de finales van 1978 en 1980 met 1-0 verloren gingen. Hij speelde op 14 mei 1980 mee in de finale van de strijd om de Europacup II, die Arsenal in het Heizelstadion in Brussel na strafschoppen (5-4) verloor van Valencia CF.
Met 528 wedstrijden voor Arsenal in alle competities staat Rice zevende in het klassement als het gaat om meeste optredens. Op het moment dat hij de club verliet, had enkel George Armstrong meer officiële wedstrijden gespeeld namens de Londenaren. Rice scoorde namens Arsenal 13 keer, waarvan 12 keer in de First Division.
In 1980 vertrok Rice bij Arsenal en maakte hij de overstap naar Watford FC. Rice slaagt erin om met Watford naar de Premier League te promoveren, maar hangt zijn schoenen in 1984 aan de haak.
Rice was tussen 1968 en 1979 international bij de nationale ploeg van Noord-Ierland. Hij speelde 49 interlands en wist hierin nooit te scoren.

## Trainerscarrière
Na zijn afscheid als voetballer gaat Rice meteen aan de slag bij z'n ex-ploeg Arsenal, waar hij jeugdtrainer wordt. Na het ontslag van trainer Stewart Houston neemt hij in 1996 enkele weken het roer over als interim-trainer. Bij de komst van de nieuwe trainer, Arsène Wenger, werd Rice aangesteld als assistent-trainer.  Op 5 mei 2012 kondigde Rice aan dat hij aan het einde van het seizoen zou stoppen als assistent-trainer van Arsenal waardoor er een einde kwam aan 42 jaar waarin Rice in actieve dienst was voor Arsenal. Rice werd als assistent van Wenger opgevolgd door Steve Bould.
Op 1 januari 2013 werd Rice voor zijn bijdrage aan de sport geridderd en in november van dat jaar maakte Arsenal bekend dat Rice de strijd aan moest gaan met kanker.